# Пірсинг

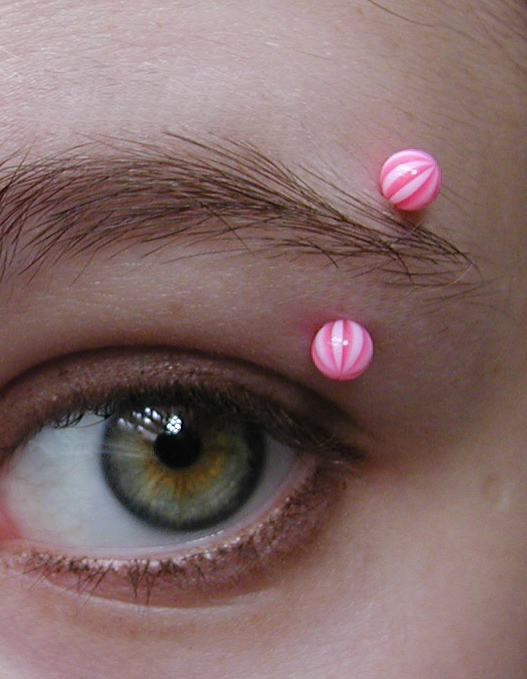
Пірсинг брови

Пі́рсинг (англ. piercing — «пронизання, проколювання») — вид боді-арту, що зазвичай полягає у проколюванні ділянок тіла з метою фіксації прикрас та/або інших елементів в утворених каналах.

## Історія
Історія модифікацій людського тіла шляхом створення проколів у декоративних та культово-обрядових цілях, сягає своїми коренями самих зародків людської культури. У тій чи іншій формі пірсинг існував та продовжує існувати в усіх кутках земної кулі, що підтверджує зокрема найдревніше, з досі знайдених муміфікованими у льодовиках людей, на тілі якого було знайдено пірсинг вуха. У стародавніх єгиптян, пірсинг мав соціальну функцію, слугуючи класовим маркером, який визначав приналежність власника пірсингу до певного соціального шару, так пірсинг пупка серед єгиптян у той час мали право носити лише представниці аристократії. У корінного населення Північної та Південної Америки, окрім соціальної — проколи вух могли бути не лише прикрасою, а й символізувати приналежність до певного клану, роду чи племені, пірсинг грудей та геніталій відігравав релігійну, культову функцію і допомагав при спілкуванні носіїв пірсингу з надприродним. Таким чином проколювання тіла у індіанців не завжди закінчувалося фіксацією прикрас, а інколи навіть було надзвичайно болісним як у випадку зі знаменитим обрядом Танець Сонця, забороненим у свій час більшістю північно-американських урядів. В армії Римської імперії, зокрема серед центуріонів — тілоохоронців Юлія Цезаря, пірсинг сосків був ознакою мужності і використовувався воїнами для закріплення їхніх тунік.

## Антропологічний контекст
Як будь-який прояв культурної неоднорідности, пірсинг слугує культурним кодом, що автоматично виокремлює носія пірсингу з інформаційного поля представників масової культури, як вже більше не «свого» та так само автоматично ідентифікує (у очах оточення) його з представниками груп, часто маргіналізованих мейнстримовим суспільством (домінантною культурою), для яких подібні ознаки є типовими. Таким чином, ми можемо говорити про субкультуру носіїв пірсингу на основі спільності їх захоплення та відокремлюючих рис. До того ж, як правило, пірсинг є лише одним з елементів субкультури, зазвичай молодіжної субкультури наряду з цілим комплексом інших ознак, що становлять культурний код відокремлюючий та власне створюючий цю групу.
Більшість людей суспільства не асоціюють пірсинг із класичним носінням сережок. І хоч пірсинг та сережки у вухах чоловіків дуже популярні серед знаменитостей, ця мода поки що не знайшла загального визнання на Заході. Можливо тому, що пірсинг досить довго був розпізнавальною ознакою в'язнів, членів банд мотоциклістів, рокерів-панків та гомосексуалів-садомазохістів. Фактично, проколювання ділянок тіла асоціюється у багатьох зі збоченнями та бунтом і тому чимало людей вважає, що цей спосіб прикрашатися скандальний і огидний.

## Види пірсингу

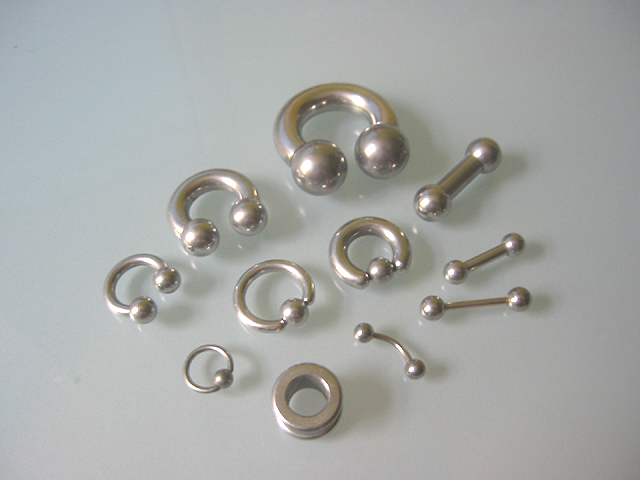
Кільця, штанги та тунелі для пірсингу

Кожен вид та місце пірсингу здатні нести у собі певну семіотику, тому обираючи їх будьте уважними та проконсультуйтесь з професійним пірсером з цього приводу.
Для зручності користування майстрами пірсингу та клієнтами існує поділ пірсингу на різні види.
За анатомічною частиною тіла, в якій зроблено пірсинг:
- Голови та шиї;
- Тулуба;
- Кінцівок верхніх та нижніх;
- Статевих органів та промежини;

Крім того, існують назви окремих видів пірсингу, що дозволяють створити їх алфавітний поділ.

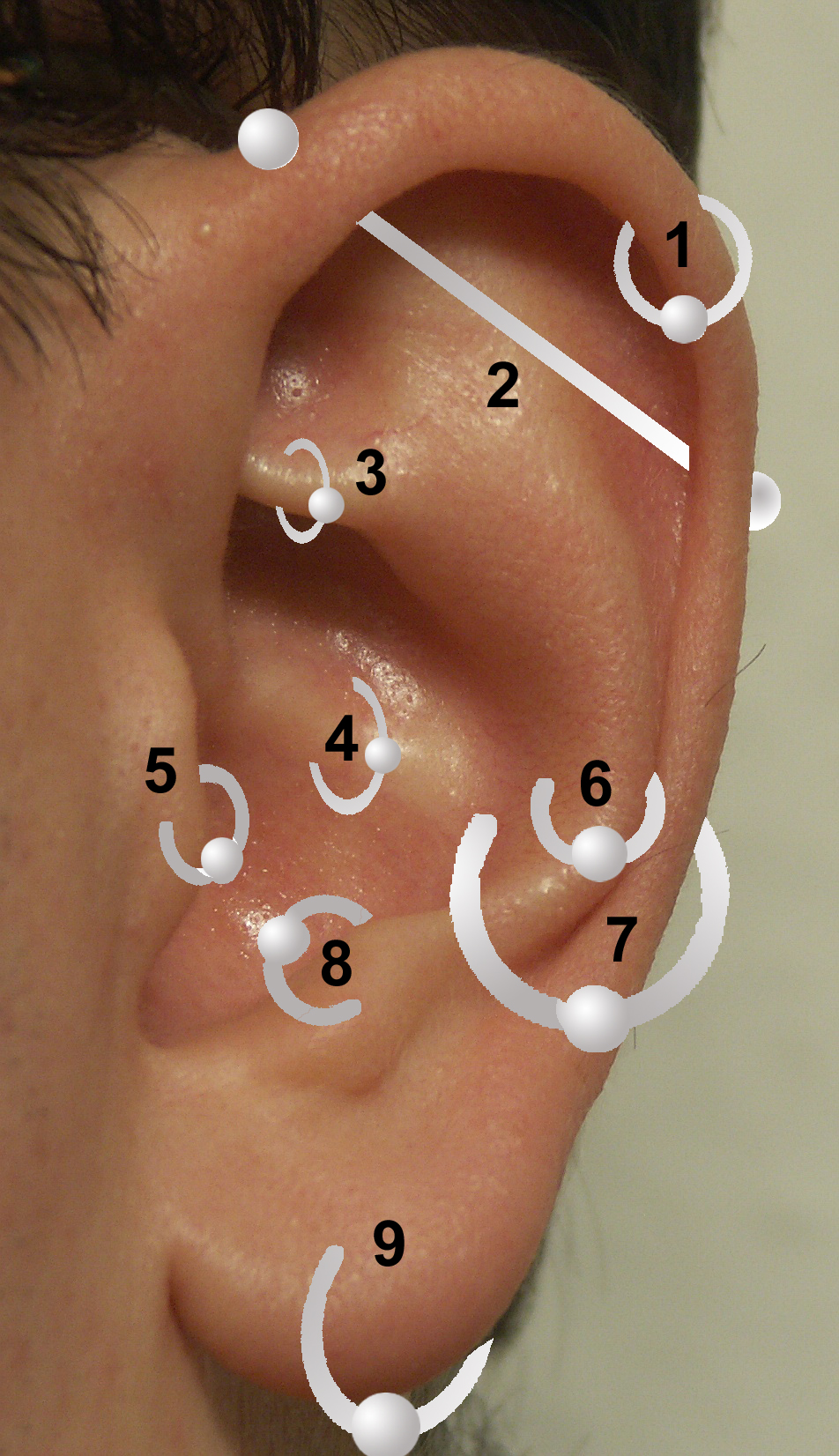
Варіанти пірсингу вуха

### Пірсинг вух
Найрозповсюдженіший вид пірсингу, у Європі нового часу довго робився лише жінками. Середній період заживання мочки вуха за відсутності ускладнень 2 місяці, середній період заживання каналів у хрящах та козелку — від 6 до 9 місяців. Больові відчуття у людини при цьому виді пірсингу практично відсутні.
На практиці існує як мінімум десять різновидів вушного пірсингу:
1. Мочка (прокол нижньої частини вуха);
2. Хелікс (прокол хряща в завитку вушної раковини);
3. Форвард хелікс (прокол хряща в протизавитку, верхньої частини, що примикає до голови)
4. Індастріал (проколювання двох отворів, які зв'язуються одним прямим прикрасою, найчастіше це верхня частина хряща);
5. Трагус або пірсинг козелка (прокол хрящового виступу на зовнішній частині вуха розташованого над вушною раковиною);
6. Анти-трагус (прокол виступу в раковині навпаки трагусу);
7. Рук (прокол нижньої ножки противозавитка);
8. Конч (прокол вушної раковин)
9. Дейс (пірсинг центрального хряща, розташованого над вушною раковиною);
10. Тунелі (розтягування широких тунелів в мочках вуха);

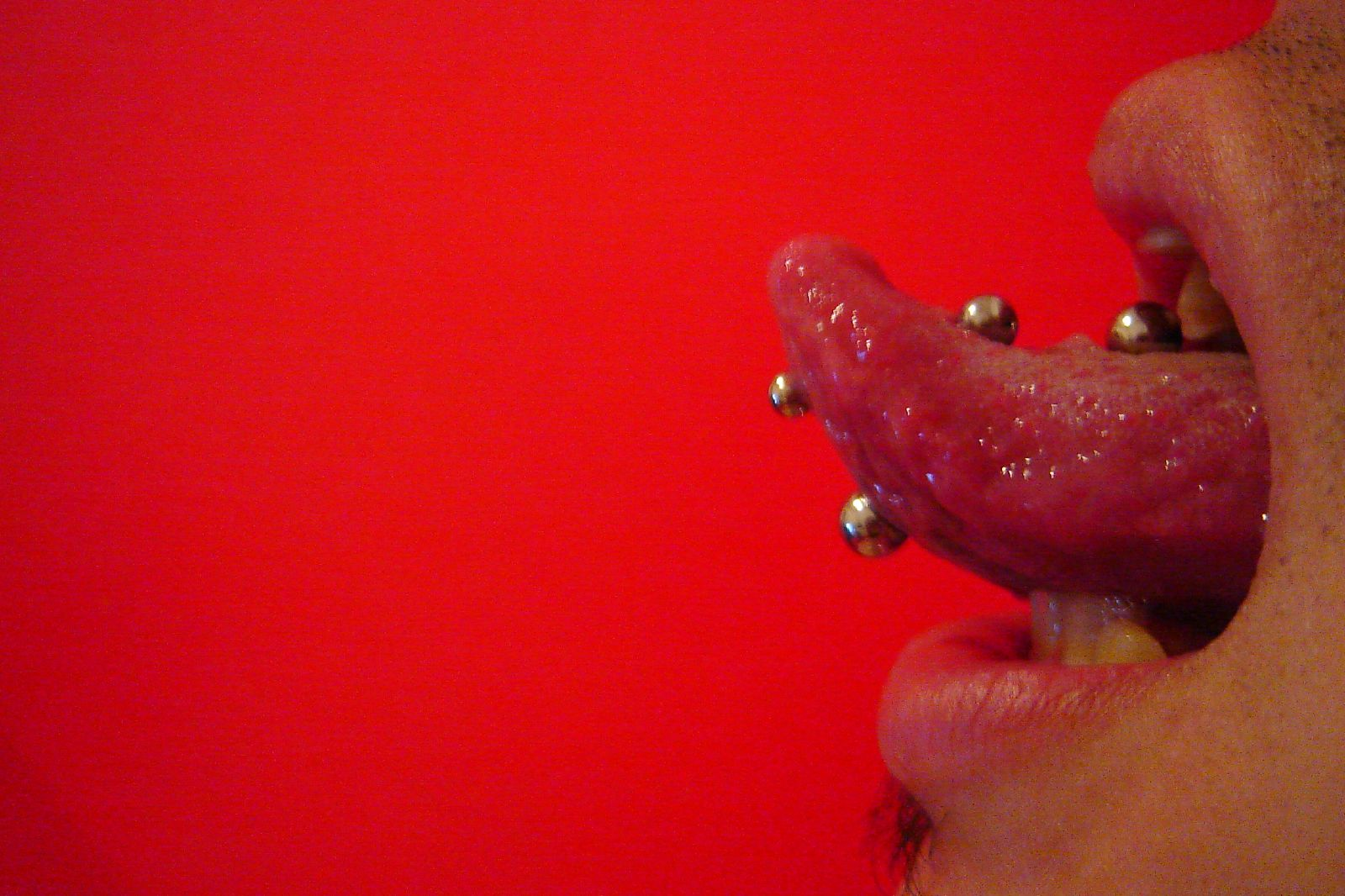
Пірсинг язика

### Пірсинг ротової порожнити
Завдяки швидкій регенерації тканин ротової порожнини, подібні проколи заживають в середньому за 1,5-3 місяці. У цей час бажано вживати рідку їжу та не вживати продуктів, що можуть викликати подразнення проколу — занадто холодне чи гаряче, алкоголь, тютюн, гостре, кисле, тверде, особливо у перші 2 тижні. Варто також зазначити що перші 3-4 дні після проколу у людини може змінюватися дикція. При недотриманні санітарних норм та правил безпеки, можливі серйозні ускладнення викликані запальними процесами та набряками у ротовій порожнині, що здатні перекривати дихальні шляхи та становити серйозну небезпеку для вашого життя. Переконайтеся, що усі гігієнічні норми були дотримані, а місце проколу та зафіксована прикраса були вибрані з урахуванням вашої анатомії.
Існує пірсинг самої губи та пірсинг вуздечок губ. Прокол самої губи називається лабрет (він буває вертикальний і горизонтальний).
Прикраси при проколі вуздечки вибирають невеликі, адже вони стають помітними лише при посмішці.
Також популярні ще кілька видів проколи губи:
- Медуза (прокол в центрі губного жолобка)
- Мадонна (прикраса нагадує мушку над верхньою губою, прокол робиться справа)
- Монро (прокол, зроблений зліва над верхньою губою.);
- Георгін (прокол, що імітує порваний рот в куточках губ);

### Пірсинг сосків
Пірсинг сосків повністю заживає за 6-9 місяців і за широко розповсюдженим повір'ям робить нервові закінчення у цій ділянці значно чутливішими. Сам по собі пірсинг сосків ніяк не впливає на лактацію, проте майбутній годуючій матері слід проконсультуватися з пірсером стосовно місця проколу, а після того, як прокол зроблено, перевіритись у лікаря. Для осіб, які займаються травматичними видами спорту або ділянка соска знаходиться в постійному контакті з зовнішнім середовищем з інших причин, бажане нанесення пластира на сосок на час, коли імовірність ушкодження зростає.

### Пірсинг брів
Існує кілька різновидів даного пірсингу, в залежності від типу і місця проколу.  виділяють:
- вертикальний прокол
- прокол під кутом до ока
- горизонтальний прокол

Правильний догляд за раною після проколу дуже важливий для швидкого її загоєння.
Навіть після правильного проколу можуть виникнути деякі наслідки: почервоніння 3-4 дня, невеликі кровотечі 1-2 дня, виділення сукровиці до 2-х тижнів.
Забороняється одночасно робити більше одного проколу під час пірсингу брови! Однак якщо пірсинг виконується сертифікованим майстром подібні проблеми дуже малоймовірні.

Заживає пірсинг брів у середньому за 2 місяці.

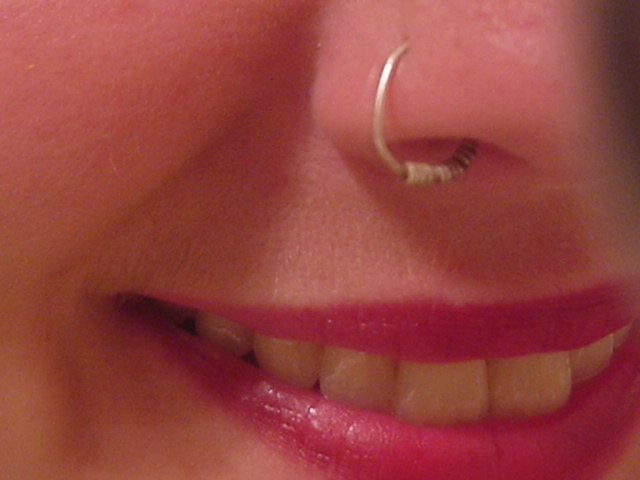
Пірсинг носа

### Пірсинг носа
Пірсинг носа займає одне з перших місць за популярністю серед усіх видів пірсингу. Заживає пірсинг носа в середньому за 2-4 місяці.
Види пірсингу носа:
- пірсинг крила носа - найбільш часто застосовуються і найбільш безболісний варіант, для прикраси використовується лабрет у первинний прокол
- септум - отвір проробляють в м'яких тканинах, розташованих безпосередньо під хрящем носової перегородки[3]
- септрім - модифікація септума, вертикальний прокол хряща перегородки
- брідж - горизонтальний або вертикальний прокол в м'яких тканинах перенісся
- пірсинг кінчика носа - майстер проробляє отвір зсередини, виводячи прикраса на кінчик носа, не зачіпаючи при цьому хрящову перегородку
- Остін Бар - отвір проробляється виключно в м'яких тканинах кінчика носа по горизонталі
- Nassalang - найскладніший і найвідповідальніший прокол, який являє собою наскрізний отвір через крила і хрящову перегородку по горизонталі

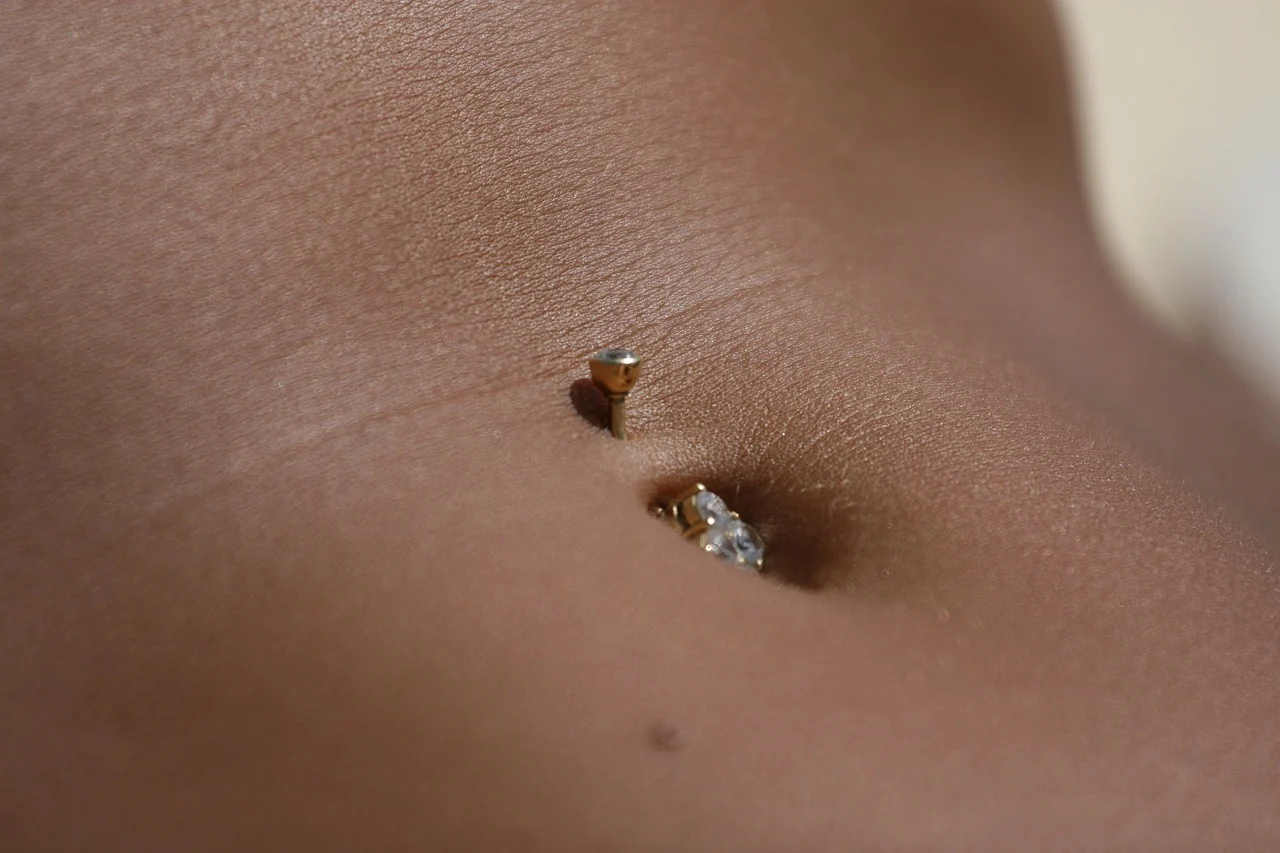
Плоский живіт з пірсингом

### Пірсинг пупка
В останні роки цей вид пірсингу набув такої широкої розповсюдженості серед зірок естради та шоу-бізнесу, що серед самих адептів пірсингу почав часто асоціюватися з повним несмаком. Після пірсингу пупка варто обмежити кількість фізичних вправ, особливо пов'язаних з навантаженням на м'язи живота. Заживає він доволі довго — прокол пупка повністю заживає від 6-х до 9-ти місяців, інколи до 12 місяців.

Дуже важливий догляд за раною: необхідно тримати її в чистоті, для догляду за пірсингом пупка добре підходить фізрозчин для промивання та безспиртовий антисептик для знезараження. Мінусом цього виду пірсингу є незручність при одяганні верхнього одягу. Одягом можна зачепити прикрасу і пошкодити шкіру, тому рекомендується в період загоєння заклеїти прокол післяопераційним пластиром з подушечкою. Больові відчуття при процедурі можна оцінити на 4 бали з 10 за відгуками людей, які зробили пірсинг.

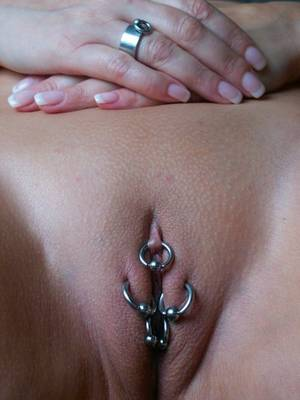
Пірсинг зовнішніх статевих губ

### Інтимний пірсинг
Інтимний або генітальний пірсинг — пірсинг статевих органів, як чоловічих, так і жіночих. Для більшості людей є абсолютно очевидним, що геніталії — та частина людського тіла яку, якщо ви наважилися прикрасити пірсингом, абсолютно необхідно довірити сертифікованому професіоналу.
- Жінки зазвичай вдаються до пірсингу геніталій для того, щоб зробити власні сексуальні відчуття яскравішими. У першу чергу це стосується пірсингу клітора та навколишньої ділянки, меншою мірою — пірсингу статевих губ.

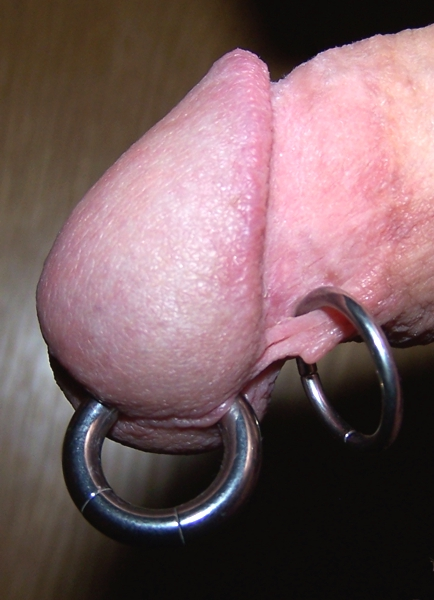
Пірсинг «Принц Альберт»

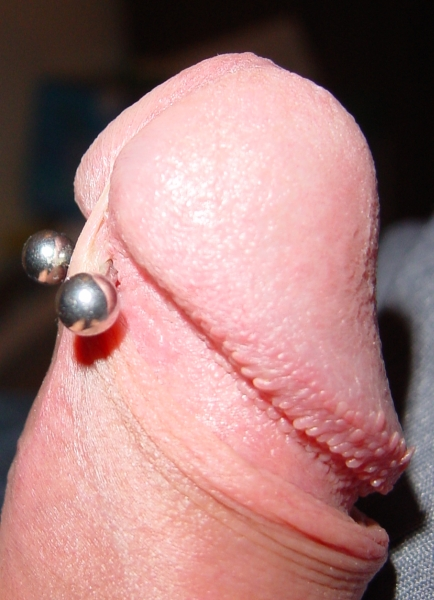
Пірсинг вуздечки

- Серед чоловічих проколів геніталій найбільшої відомості безперечно набув «Принц Альберт» — вид пірсингу при якому елементи використаної прикраси, як правило кільця, проходять через уретру. Також розповсюдженими є проколи крайньої плоті, головки статевого члена у варіаціях, калитки, та вуздечки.

#### Анальний пірсинг
Пірсинг анального отвору іноді відносять до інтимного, включаючи його до пірсингу «unisex» (уживаного обома статями). Мінуси: високий ризик інфікування, що вимушує після кожної дефекації проводити ретельне підмивання.

## Прикраси

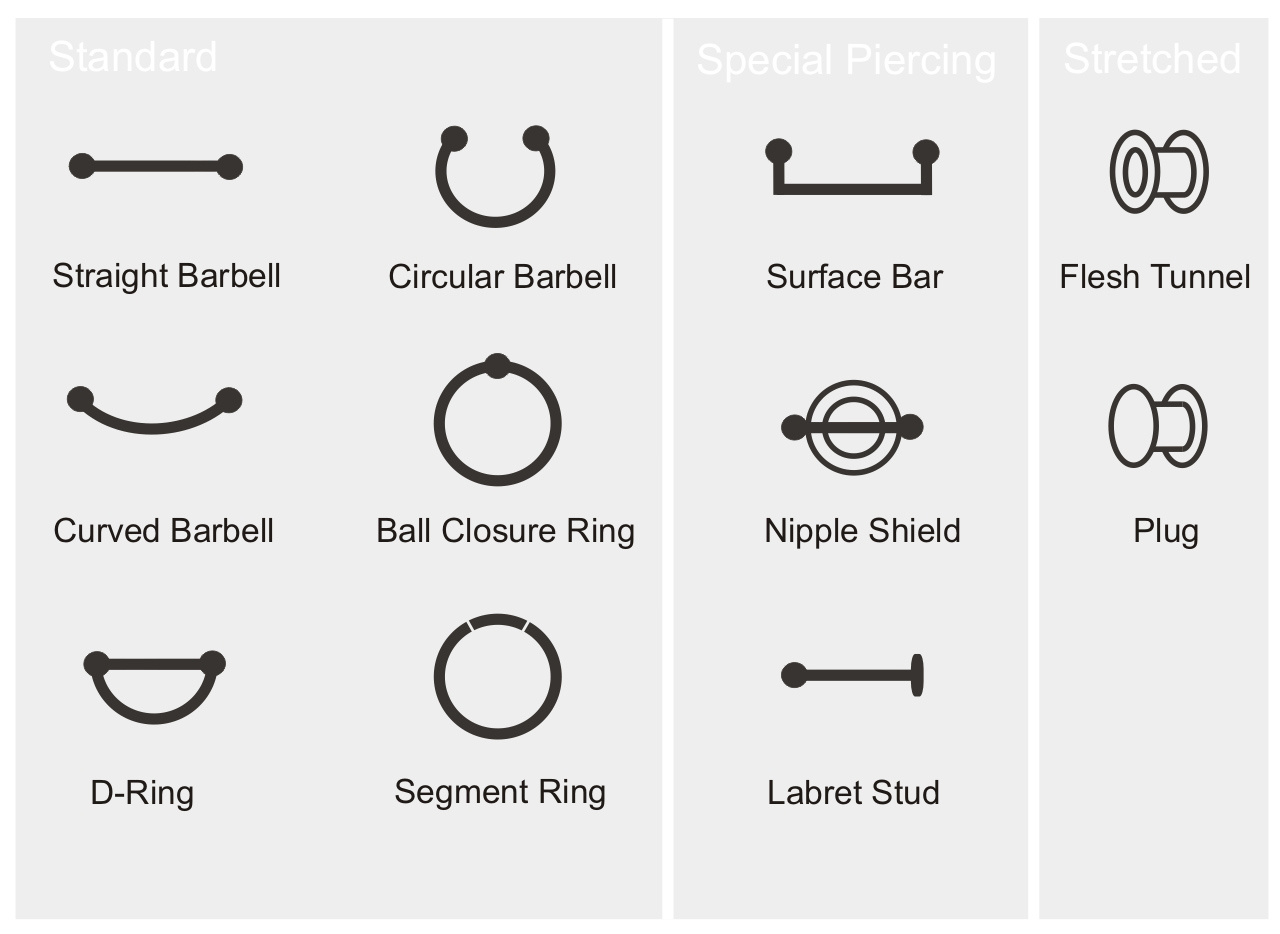
Прикраси для пірсингу. Зліва направо зверху вниз: 1) пряма штанга, 2) півкільцева або підковоподібна штанга, 3) поверхнева штанга, 4) тунель, 5) гнута штанга, 6) кільце з намистинкою, 7) сосковий ковпачок або сосковий щиток, 8) плаг, 9) півкільце або D-кільце, 10) сегментоване кільце, 11) лабрет. Прикраси «поверхнева штанга», «сосковий ковпачок» і лабрет застосовуються для спеціальних видів пірсингу, «плаг» і «тунель» — для «розтягнених» (stretched), решта — для звичайних

### Сучасніприкрасидля пірсингу
Прикраси для пірсингу повинні бути гіпоалергенними. Використовується ряд матеріалів з різними сильними та слабкими сторонами. Хірургічна нержавіюча сталь, ніобій і титан є широко використовуваними металами, причому титан найменш імовірно викликає алергічну реакцію з трьох. Платина та паладій також є безпечними альтернативами навіть у свіжому пірсингу. Первинний пірсинг ніколи не можна робити золотом будь-якої проби, оскільки золото змішується з іншими металами та стерлінговим сріблом. Що не є хорошою альтернативою для пірсингу, оскільки він може викликати алергію під час первинного проколу та потьмяніти навіть під час носіння у проколі будь-якого віку. Додатковий ризик алергічної реакції може виникнути, якщо шпилька або застібка ювелірного виробу виготовлені з іншого металу, ніж основна частина.
Прикраси для пірсингу вимірюються за товщиною та діаметром/довжиною. Більшість країн використовують міліметри.

### Штанга
Штанги (англ. barbells) — прикраса у вигляді стержня з накрутними кульками на кінцях. Різьба правобічна, може бути, як зовнішньою (прямо на кінцях стрижня), так і внутрішньою (кінці мають заглибини з різьбою, а кульки гвинтики). Прикраса отримала назву за схожість з цим спортивним приладом. Також зовуться «барбелами» (від barbells). Можуть бути прямими, гнутими (curved), підковоподібними (circular, horseshoe), поверхневими (surface).

### Банан
Банан – це вигнута штанга (дуга), що має на кінцях оригінальні декоративні елементи, різного виду кульки, конуси (піки), фігурки, кубики, каміння. Зазвичай довжина банана може бути від 6 до 12 мм, іноді більше.
Це лаконічна та стильна прикраса, яка привертає увагу, але не перевантажує образ. Банан вставляється у різні частини тіла. Найбільш поширеною, навіть класичною версією, є встановлення вигнутої штанги у брову. Також банан вважається найбільш зручною та класичною формою для сережки у пупок.

### Лабрет
Лабрет (англ. labret) — прикраса, яка складається з стрежня з невід'ємною голівкою на одному кінці, і накрутною кулькою на другому. Англійське слово labret походить від латинського labrum («губа») — первісно вони уживалися для губного пірсингу. Зазвичай його вимовляють на французький лад («лабре́т»), хоча правильніша вимова з наголошеним першим складом. На данний момент прикраса лабрет є універсальною та найзручнішою для проколів вух, крила носа, губ.

### Кільце з шариком
Кільце з шариком або БЦР  (англ. ball closure ring (BCR)) — є поширеним прикладом прикрас для пірсингу.
Захоплююча намистина або кулька вставляється в маленький отвір у колі кільця. Намистина трохи більша за цей отвір і має невеликі поглиблення або поглиблення, які відповідають кінцевим точкам кільця, щоб вона могла щільно прилягати до них, таким чином завершуючи контур кільця. Часто в штапику просвердлюють отвір для полегшення встановлення.
Він використовує природну міцність на розтяг або стиск металу, з якого виготовлено кільце, як правило, це хірургічна нержавіюча сталь, ніобій або титан, щоб щільно утримувати кульку на місці. Саму намистину або кульку можна додатково зробити з кольорового скла, акрилу чи кераміки або дорогоцінного каменю.

### Клікер-сегмент
Клікер або сегментне кільце по суті, це те саме, що й кільце з шариком, але тут замість кульки використовується частина самого кільця. Таким чином, коли кільце застібається, воно виглядає як просте монолітне кільце.

### Циркуляр
Циркуляр - сережка у формі підкови, оснащена на кінцях кульками або наконечниками різних форм. Кульки відкручуються, що дозволяє одягнути сережку в прокол.

### D-подібне кільце
Півкільце, D-подібне кільце (англ. D-ring) — прикраса у вигляді замкнутого півкільця або латинської літери D. Ідеально підходить для заживаючих проколів крила носа, або тим хто хоче колечко у ніс.

### Плаги
Плаг (англ. plug, букв. — «затулка») — прикраса у вигляді закритої з одного кінця втулки, порожниста усередині.

### Тунель
Тунель (англ. tunnel) — прикраса, схожа на плаг, але відкрита з обох кінців.

### Венд

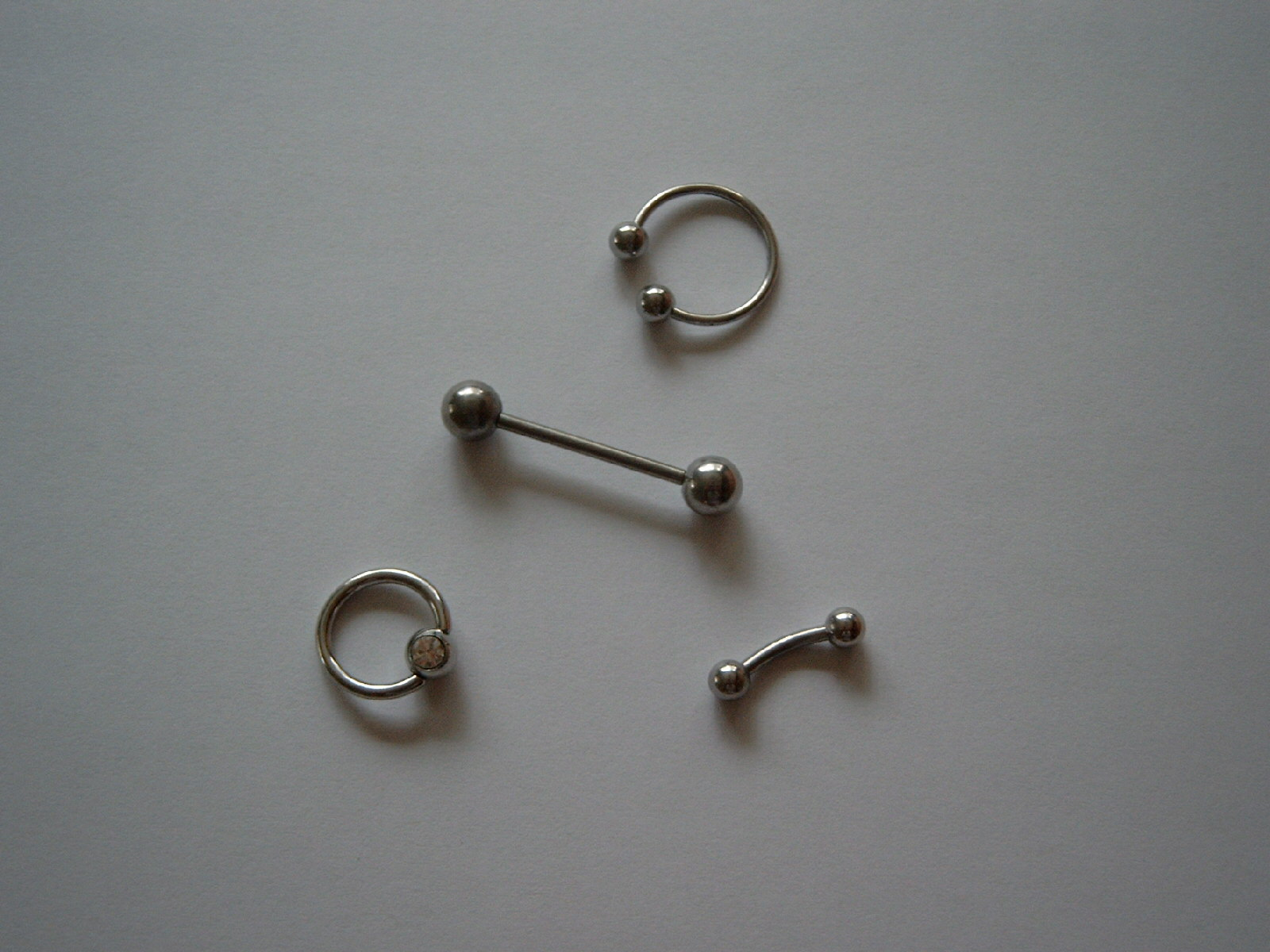
Штанги для пірсингу

Венд або «принців кийок» (англ. prince's wand) — прикраса, яка нагадує формою поліційський кийок. Уживається для пірсинга чоловічого сечівникового отвору («принц Альберт»).

## Інструменти
Професійним пірсерам доступний широкий вибір інструментів для полегшення процедур і максимального забезпечення безпеки та комфорту процедури. Постійний пірсинг виконується шляхом створення отвору в тілі за допомогою гострого предмета через ділянку, яку потрібно проколоти. Це можна зробити шляхом проколу отвору за допомогою голки (зазвичай порожнистої медичної голки)

### Голка
В своїй більшості досвідчені майстри використовують лише голки брендів, які гарантують високий клас заточки, що мінімізує неприємні відчуття під час проколу.
1. Голка має лазерну заточку і дуже гостру ріжучу кромку, завдяки чому тканини розтягуються швидка і плавно, без розривів. Як наслідок - прокол більш безболісний і заживає набагато легше.
2. Всі голки використовуються виключно 1 раз на 1 прокол - це виключає ризик перехресного зараження.
3. Голки мають різний діаметр і підбираються безпосередньо під прикрасу.

### Тапер/Пін
Тапер є інструментом, який допомагає вставити прикрасу в пірсинг. Деякі пірсери використовують їх, щоб «розтягнути» прокол.

### Зажими
Зажими або затискачі використовують для утримання та стабілізації тканини, яку потрібно проколоти. Для більшості проколів, які стабілізуються зажимами, використовують зажими з трикутною головкою «Пеннінгтон», тоді як язики зазвичай стабілізують зажимами з овальною головкою.
Зажими не використовуються в методі від руки, коли пірсер підтримує тканину рукою.

### Голкоприймальні трубки
Порожниста трубка, виготовлена з металу або пластику, трубки для прийому голки, як зажими, використовуються для підтримки тканини в місці проколу та поширені при проколюванні септум та деяких хрящів. Ці трубки не тільки призначені для підтримки тканини, але й отримують голку, щойно вона проходить через тканину, пропонуючи захист від гострого накінецника.
Голкоприймальні трубки не використовуються в методі проколу від руки.

## Пістолети (Piercing guns)
В даний час використання «пірсинг-пістолета» заборонено законом в ряді країн.
Пістолети були спочатку винайдені для таврування великої рогатої худоби та інших тварин, а пізніше пристосовані для людей. На данний момент пірсинг пістолетом є небезпечним та травматичним.
Асоціація професійних пірсерів США рекомендує не використовувати пістолети для пірсингу для будь-якого пірсингу, вимагаючи від членів не використовувати в своїй практиці пірсинг пістолети.

#### Основні причини, за якими не можна робити пірсинг-пістолетом
1. "Нерозбірність" інструменту і неможливість його стерилізації. У той час як голки для пірсингу, стерилізовані і використовуються один раз.
2. Пістолет не проколює, а продавлює/проштовхує крізь шкіру загострену сережку, що сильно пошкоджує тканини (хрящі можуть навіть тріскатися від таких екзекуцій) і заподіює більше проблем і дискомфорту, ніж ідеально заточені голки.
3. Сама по собі форма прикрас для пістолета лише сприяє потраплянню інфекції в рану через труднощі обробки (волосся, бруд і виділення намотуються на злощасний замок пусети). Часто застібка гвоздика зачиняються, сильно стискаючи прокол або навіть впиваючись в нього. Не кажучи вже про неякісні матеріалах з яких вони виготовляються. Також в сережках не враховуються наслідки після раневого набряку, який може дати ускладнення при загоєнні.

## Безпека
Чи безпечний пірсинг? Певна кількість лікарів-практиків вважають, що не завжди. Часто небезпека пов'язана з тим, що проколювання ділянок тіла здійснюється самотужки або так званими фахівцями, які навчилися цієї справи від друзів, з журналів чи відео і їм бракує підготовки. Тому вони, буває, не дотримуються правил гігєни і недостатньо знають анатомію. А це серйозна проблема, адже проколом невідповідного місця можна спричинити надмірну кровотечу або ж завдати довгочасної шкоди ураженням відповідного нерва.
Існує також небезпека зараження через нестерильні інструменти гепатитом, СНІДом, туберкульозом та правцем.
Сучасні студії пірсингу зазвичай вживають численних запобіжних заходів, щоб захистити здоров’я особи, якій роблять пірсинг, і того, хто робить пірсинг. Очікується, що працівники пірсингу дезінфікують місце, де будуть робити пірсинг, а також свої руки, навіть якщо під час процедури вони часто надягають рукавички (а в деяких місцях і повинні, як це передбачено законом). Досить часто ці рукавички змінюють кілька разів, часто по одній парі на кожному етапі підготовки, щоб уникнути перехресного зараження. Наприклад, після того, як пірсинг майстер в рукавичках очистить зону проколу, він може змінити рукавички, щоб уникнути повторного забруднення області. У деяких регіонах, наприклад у штатах Флорида та Південна Кароліна, під час професійних процедур пірсингу закон вимагає використання стерильних рукавичок. Інструменти та ювелірні вироби слід стерилізувати в автоклавах, а поверхні, які не підлягають автоклавуванню, слід регулярно очищати дезінфікуючими засобами перед та після кожного клієнта студії.
Крім того, Асоціація Професійних Пірсерів рекомендує заняття з надання першої допомоги при патогенах, що передаються через кров, як частину професійної підготовки.